# Pseudocleobis andinus
Espèce
Synonymes
- Cleobis andinus Pocock, 1899

Pseudocleobis andinus est une espèce de solifuges de la famille des Ammotrechidae.

## Distribution
Cette espèce se rencontre en Argentine, au Chili, en Bolivie et au Pérou.

## Publication originale
- Pocock, 1899 : Scorpions and spiders. The highest Andes, p. 356–360.